# Monowiel

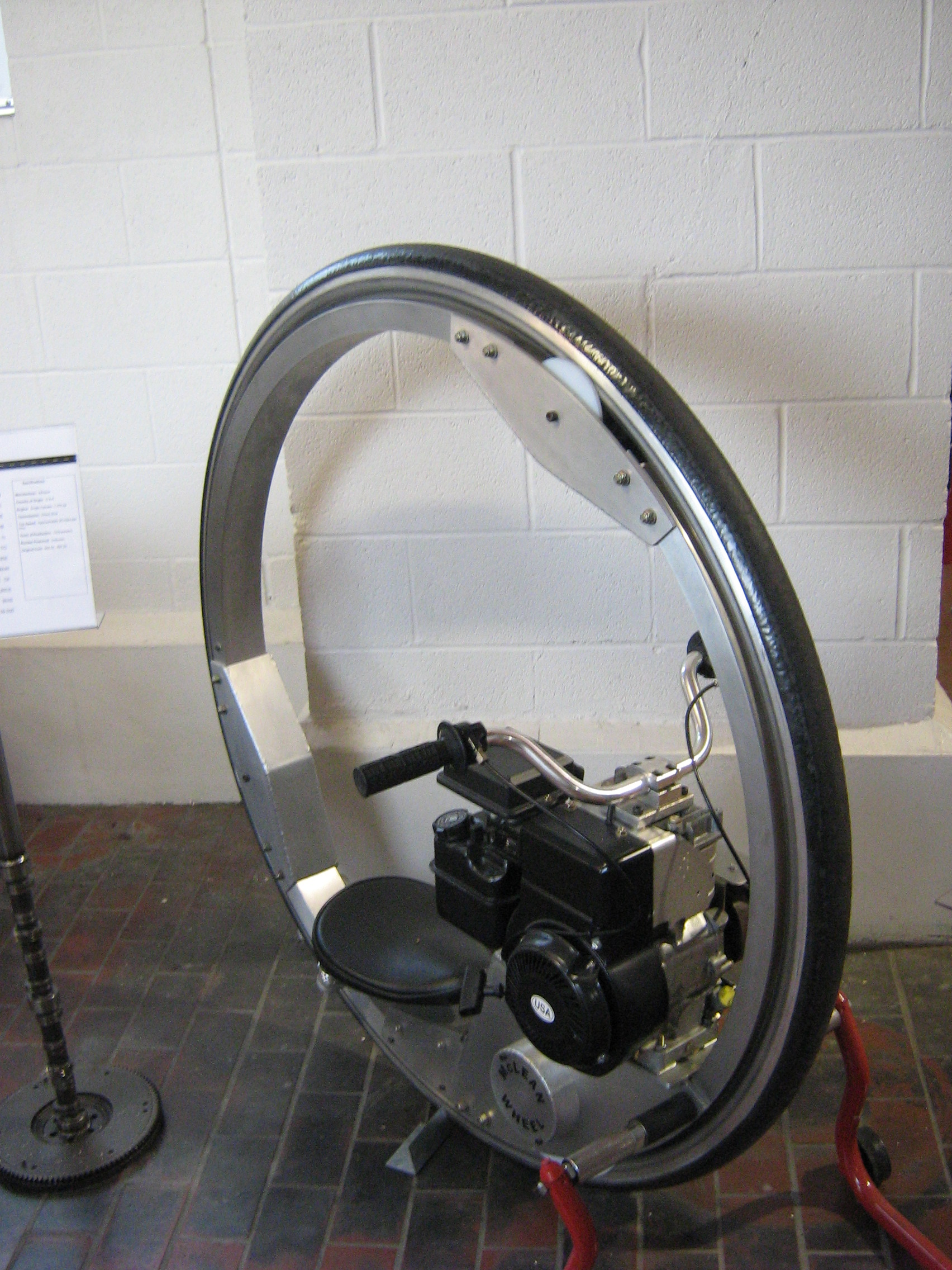
Monowiel

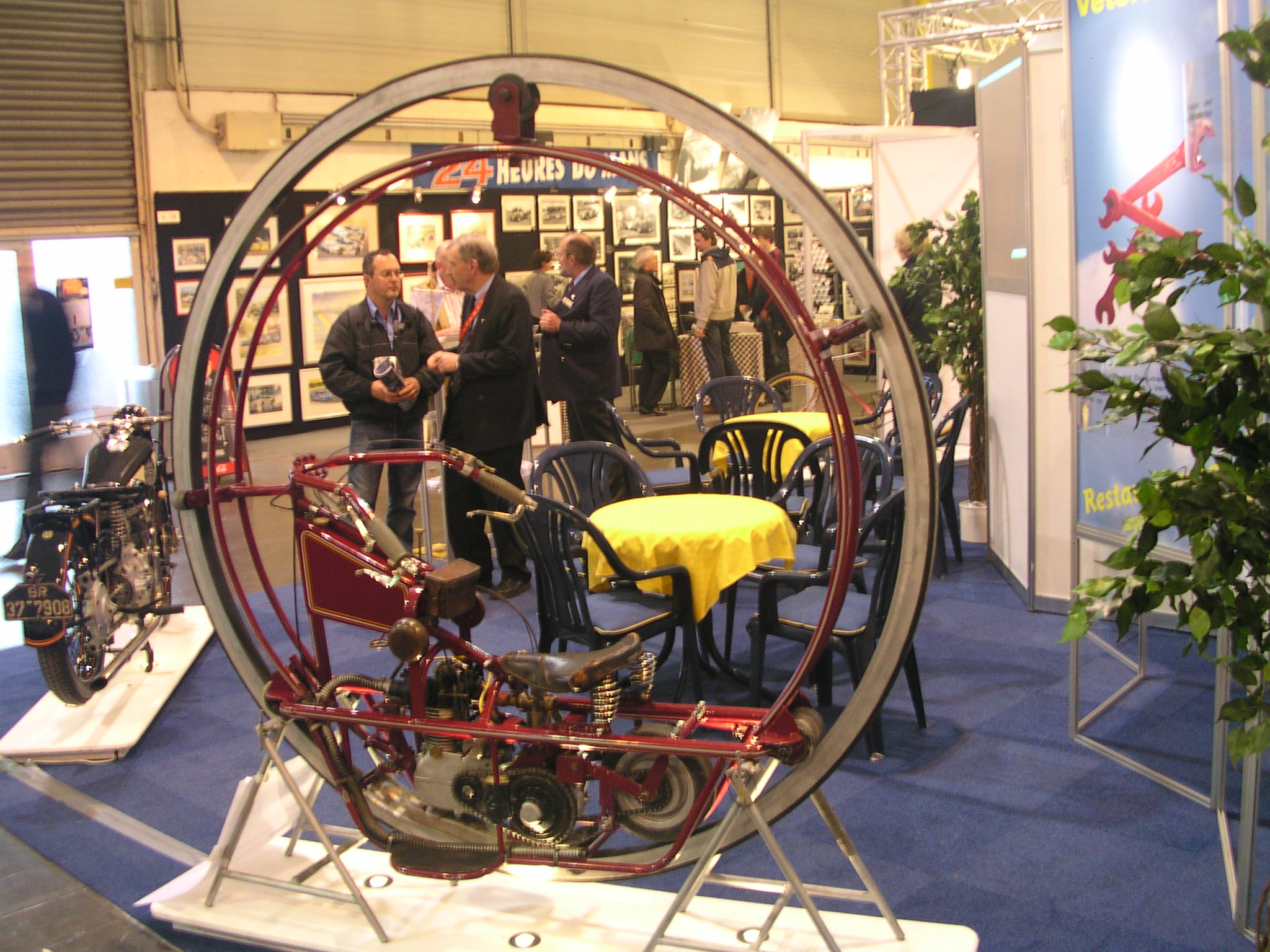
Circus-monowiel

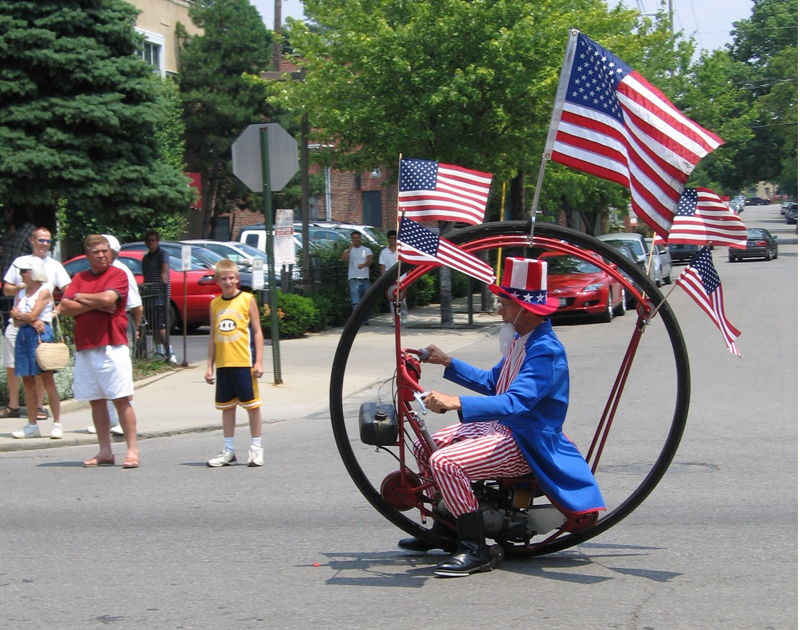
Deelnemer aan parade in Columbus, Ohio 2005 op een monowiel

Een monowiel (monocycle, monowheel) is een eenwielig voertuig, vergelijkbaar met een eenwieler. In plaats van boven het wiel, zoals bij de eenwieler, zit de berijder in het wiel. Het wiel is een grote ring en wordt aangedreven  door kleine wieltjes op de binnenzijde van de velg. Door het hogere koppel en de dieper liggende massa is het monowiel eenvoudiger te balanceren dan een normale eenwieler, maar ook slechter te besturen.
De meeste monowielen zijn eenpersoons, hoewel er ook modellen voor meerdere personen gebouwd zijn. Bij een tweepersoonsversie zitten de berijders bijvoorbeeld aan weerszijden van het wiel.
In de late 19e eeuw waren de monowielen pedaalaangedreven, de meeste 20e-eeuwse monowielen worden door een motor aangedreven.
Ofschoon van 1860 tot 1930 sprake was van een serieus bedoeld vervoermiddel, worden monowielen tegenwoordig alleen gebouwd en gebruikt voor amusement.
Nieuwe ontwikkelingen in gang gezet door de segway hebben geleid tot diverse commercieel verkrijgbare elektrisch aangedreven monowielen van kleiner formaat waar je niet in zit maar op staat. Bijvoorbeeld de Mono Electric gemaakt in Sydney, Australië. Ze zijn zelfbalancerend door middel van gyroscopische elektronica en zijn uitgerust met een elektromotor en een oplaadbare batterij. Een ander voorbeeld is de Solowheel Xtreme, deze kan een snelheid bereiken van 16km/h en weegt 12 kg. Het zijn serieuze en kostbare transportmiddelen.